# Сен-Монестье
Сен-Монестье́ (фр. Cenne-Monestiés) — коммуна во Франции, находится в регионе Лангедок — Руссильон. Департамент коммуны — Од. Входит в состав кантона Северный Кастельнодари. Округ коммуны — Каркасон.
Код INSEE коммуны — 11089.

## Население
Население коммуны на 2008 год составляло 324 человека.
| 1962 | 1968 | 1975 | 1982 | 1990 | 1999 | 2008 |
| ---- | ---- | ---- | ---- | ---- | ---- | ---- |
| 302  | 332  | 322  | 309  | 285  | 310  | 324  |

## Экономика
В 2007 году среди 176 человек в трудоспособном возрасте (15—64 лет) 114 были экономически активными, 62 — неактивными (показатель активности — 64,8 %, в 1999 году было 63,7 %). Из 114 активных работали 98 человек (58 мужчин и 40 женщин), безработных было 16 (8 мужчин и 8 женщин). Среди 62 неактивных 9 человек были учениками или студентами, 22 — пенсионерами, 31 были неактивными по другим причинам.